# Scleroderma polyrhizum
Scleroderma polyrhizum är en svampart som först beskrevs av Johann Friedrich Gmelin, och fick sitt nu gällande namn av Christiaan Hendrik Persoon 1801. Scleroderma polyrhizum ingår i släktet Scleroderma och familjen rottryfflar.   Inga underarter finns listade i Catalogue of Life.